# Xwela occidental
El gbe, xwela occidental (o phla, o xwla) és una llengua gbe oriental que parlen els xwles occidentals al sud de Benín i de Togo. A Benín els parlants de gbe, xwela occidental són presents als departaments de Mono, Atlantique i Littoral i a Togo a la regió Marítima. El seu codi ISO 639-3 és xwl i el seu codi al glottolog és west2456.
Segons l'ethnologue hi ha 71.000 xwles occidentals als dos països i segons el joshuaproject n'hi ha 97.000.

## Família lingüística
El gbe, xwla occidental és una llengua kwa, família lingüística que forma part de les llengües Benué-Congo. Concretament, segons l'ethnologue, forma part del grup lingüístic de les llengües gbes. Segons l'ethnologue, hi ha 21 llengües gbe: l'Aguna, l'ewe, el gbe, ci, el gbe, xwla oriental, el gbe, gbesi, el gbe, kotafon, el gbe, saxwe, el gbe, waci, el gbe, xwela occidental, el gbe, xwela, el kpessi, sis llengües aja (aja, gbe, ayizo, gbe, defi, gbe, tofin, gbe, weme i gun), dues llengües fons (fon i gbe, maxi) i la llengua gen, considerada l'única llengua mina. Segons el glottolog, és una de les llengües gbes orientals juntament amb el gbe, ayizo; el gbe, defi; el gbe, ci; el fon; el gbe, gbesi; el gun; el gbe, kotafon; el gbe, maxi; el gbe, saxwe; el gbe, tofin; el gbe, weme; el gbe, xwla oriental; el wudu i el gbe, xwela.

## Dialectes i semblances amb altres llengües
El gbe, xwela occidental no té cap dialecte però, tenint en compte el lèxic, és molt similar amb les següents llengües: el gun (86%), el fon (84%), el gen (73%), l'aja (68%) i sobretot amb el gbe, xwela oriental (90%) i el gbe, saxwe (88%).

## Gbe, Xwela Occidental a Benin
El 2002 hi havia 50.000 xwles occidentals a Benín (segons el joshuaproject n'hi ha 71.000). El seu territori està situat al municipi de Grand-Popo, al departament de Mono, al municipi d'Ouidah, al departament Atlantique i a Cotonou, al departament de Littoral.
Segons el mapa lingüístic de Benín l'ethnologue, els xwles occidentals viuen en tres territoris separats en aquest país. El més oriental va des de Cotonou fins al municipi d'Ouidah, a través de la costa de l'oceà Atlàntic. Aquest territori el comparteixen amb els parlants de llengua fon i és fronterer amb el territori dels parlants de gbe, xwla oriental, a l'est, amb el dels parlants de gbe, ayizo, al nord i amb el dels parlants de gbe, xwela, a l'oest. Els altres dos territoris dels parlants del gbe, xwela occidental estan situats a l'extrem sud-oest de Benín, a la zona costanera del municipi de Grand-Popo, al departament de Mono. Aquest territori el comparteixen amb els parlants de la llengua gen i fan frontera amb Togo, a l'oest i al nord-oest; amb el territori dels parlants de gbe, kotafon i de gbe, waci al nord i amb el dels parlants de gbe, xwela, a l'est.

## Gbe, Xwela Occidental a Togo
Segons l'ethnologue, a Togo el 2002 hi havia 21.000 parlants de gbe, xwela occidental. Segons el joshuaproject n'hi ha 27.000. Aquests viuen a la zona del riu Mono, al sud-est de la prefectura dels Llacs, a la regió Marítima.
Segons el mapa lingüístic de Togo de l'ethnologue el territori gbe, xwela occidental de Togo és un petit territori que hi ha a l'extrem sud-oriental del país, a l'extrem sud-est de la prefectura de Lacs. Aquest territori és fronterer a l'est i al sud amb Benín (concretament amb territori també xwla occidental). Al nord tenen els parlants de gbe, waci com a veïns i a l'oest hi tenen els parlants de la llengua gen.

## Sociolingüística, estatus i ús de la llengua
El gbe, xwela occidental és una llengua vigorosa (EGIDS 6a): Tot i que no està estandarditzada, gaudeix d'un ús vigorós per persones de totes les edats a tots els nivells comunitaris i la seva situació és sostenible.